# Reao (comuna)
Reao é uma comuna da Polinésia Francesa, no arquipélago de Tuamotu. Estende-se por uma área de 18 km², com  567 habitantes, segundo os censos de 2007, com uma densidade de 32 hab/km².